# Hermenegildo García Gómez
Hermenegildo García Gómez (Canals, 1957) es un químico y catedrático universitario español, especializado en fotoquímica y catálisis donde ha desarrollado estudios pioneros en la aplicación de catalizadores para la captura del dióxido de carbono y la descontaminación atmosférica. Fue galardonado en 2016 con el Premio Rey Jaime I a las Nuevas Tecnologías por «sus trabajos con el grafeno y sus derivados, a partir de desechos agrícolas como catalizadores heterogéneos en diferentes procesos químicos».
Su investigación se centra en la catálisis heterogénea mediante catalizadores porosos y nanopartículas. Ha contribuido a ocho frentes de investigación según la base de datos Essential Indicators: nanopartículas de oro como catalizadores heterogéneos, estructuras metal-orgánicas (MOFs) en catálisis, fotocatálisis, carbocatálisis, hidróxidos dobles laminares como fotocatalizadores, fotocatálisis plasmónica y producción de combustibles solares.
Ha publicado 946 artículos en revistas de alto impacto como Science, Nature Materials, Nature Protocols, Nature Communications, Chemical Reviews, Angewandte Chemie y Journal of the American Chemical Society (JACS). Su trabajo cuenta con 81,394 citas (Google Scholar, enero de 2025) y un índice h de 136. Está clasificado entre el 1% de los investigadores más citados del mundo en Química, Ciencia de Materiales y Ciencia Ambiental, y ha sido Highly Cited Researcher durante 12 años consecutivos (2013–2024).
Sus contribuciones científicas han sido reconocidas con numerosos premios:

## Premios Nacionales
- Real Academia de Ciencias de España: Miembro electo, 2025.
- Agencia Estatal de Investigación (AEI): Miembro del Consejo Directivo, 2023.
- Premio Severo Ochoa: Investigador Principal, Ministerio de Ciencia, 2021.
- Premio Nacional de Investigación Enrique Moles: Ministerio de Ciencia e Innovación, 2021, por sus contribuciones a la fotocatálisis.
- Premio Rey Jaime I de Nuevas Tecnologías: Ámbito nacional, 2016.
- Premio Janssen-Cilag: Real Sociedad Española de Química, 2011.
- Premio Alfa de Oro: Sociedad Española de Cerámica y Vidrio, 2009.
- Reconocimiento de la Universitat Politècnica de València: Dedicación a la investigación, 2010.

## Distinciones Internacionales
- Highly Cited Researcher (Thomson Reuters/Universidad Jiao Tong de Shanghái): 2013–2024.
- Premio Rylander: North American Catalysis Society, 2024.
- ERC Advanced Grant: Comisión Europea, 2024.
- Premio Yueqi: Universidad China de Minería y Tecnología, Xuzhou, 2021.
- Medalla y Conferencia de la International Association for Advanced Materials, 2021.
- Premio International Scientist Award y Lifetime Achievement Award: VDGOOD Professional Association, India, 2021.
- ChemPubSoc: Miembro electo, 2018.

## Otras Distinciones
- Lee Hsun Lecturer: Academia China de Ciencias, Shenyang, 2015.
- Profesor Distinguido: Universidad Rey Abdullah, Arabia Saudita, 2013.
- Profesor Visitante VIP: Universidad de Ottawa, 2012.
- Doctor Honoris Causa: Universidad de Bucarest, Rumanía, 2011.
- Fellow de la Sociedad Japonesa para la Promoción de la Ciencia (JSPS), 2009.

## Biografía
Licenciado en Ciencias Químicas por la Universidad de Valencia con premio extraordinario en 1979, alcanzó el doctorado cuatro años después, también con premio extraordinario, con un trabajo sobre la Fotoquímica Orgánica en la Facultad de Farmacia de la misma universidad. Ese mismo año fue contratado como profesor en la Universidad Politécnica de Valencia (UPV). Tras doctorarse realizó una estancia en la británica Universidad de Reading, así como otras varias en la Universidad de Ottawa con el grupo de investigación del Laser Flash Photolysis.
Miembro del Instituto de Tecnología Química (ITQ), centro de investigación mixto de la UPV y del Consejo Superior de Investigaciones Científicas (CSIC), alcanzó la cátedra en la UPV en 1996. Sus trabajos y los del equipo del ITQ que lidera como investigador principal se han centrado en la aplicación de la Fotoquímica Orgánica para la atención de problemas medioambientales y el uso y empleo de catalizadores sostenibles sin contener metales.
Autor de 946 artículos en revistas científicas especializadas en las áreas de química, medio ambiente y materiales, tiene registradas más de treinta patentes de las cuales cuatro están en explotación y ha sido reconocido por la Real Sociedad Española de Química con el 'Premio Janssen Cilgag' de Química Orgánica en 2011, el Premio Rey Jaime I de Nuevas Tecnologías en 2016 que otorga la Generalidad Valenciana y el doctorado honoris causa por la Universidad de Bucarest.
Premio Nacional de Investigación Enrique Moles en 2021